# Base Logistics Group
Base Logistics Group is een van oorsprong Nederlandse groep in logistieke dienstverlening, sinds 2021 in handen van de Franse logistiek dienstverlener Staci Group. Base Logistics Group is het moederbedrijf van de logistieke bedrijven Base Logistics BV en HealthLink Europe & International, en de logistieke dienstverlener Special Logistic Services (SLS). Het hoofdkantoor van de groep is gevestigd in Moerdijk. De groep kwam in 2016 in handen van de Nederlandse investeerder Waterland Private Equity Investments, waarna Staci Group in mei 2021 eigenaar werd. Op haar beurt werd Staci Group door bpostgroup ingelijfd, in augustus 2024.
Tezamen hebben Base Logistics, HealthLink en SLS zo'n 600 medewerkers en een jaaromzet van 130 miljoen euro.

## Base Logistics
Base Logistics BV is opgericht in 1994 en heeft haar hoofdkantoor in Moerdijk. 
Het bedrijf werkt voor de dienstverlening in transport en goederenopslag met het eigen transport- en opslagmanagementsysteem-programma genaamd Klairy en beheert er een wereldwijd netwerk mee van voorraadlocaties en vervoerders.
In 2016 kwam Base Logistics BV in handen van de investeerder Waterland Private Equity Investments.
In 2016 verhuisde Base Logistics BV het hoofdkantoor in Zwijndrecht en het distributiecentrum in Amsterdam naar één locatie op het voormalige Shell-terrein in Moerdijk, waar het in een pand van vastgoedondernemer David Hart Group (DHG) zit tezamen met drie andere bedrijven.

## HealthLink
HealthLink Europe & International is een bedrijf in logistieke dienstverlening voor de medische en farmaceutische industrie. Het hoofdkantoor is gevestigd in 's-Hertogenbosch. Het bedrijf werd opgericht in 1994.
In 2017 nam Base Logistics Group het bedrijf over. HealthLink had op dat moment een vestiging in ’s-Hertogenbosch (kantoor en warehouse), een vestiging in Rosmalen (warehouse) en twee vestigingen in de Verenigde Staten: in Raleigh (kantoor) en Memphis (distributiecentrum).
In 2018 verhuisde HealthLink Europe haar warehouses in ’s-Hertogenbosch en Rosmalen naar Waalwijk.
Tot eind 2019 was Joost van den Heuvel Managing Director van het bedrijf – voor de overname getiteld chief operating officer (COO). De tak in Noord-Amerika werd  tot mei 2020 geleid door Rick Hughes. HealthLink wordt nu geleid door de CEO van Base Logistics Group, Michiel van den Bovenkamp.

## SLS
Special Logistic Services BV (SLS) is een onderneming in de logistieke dienstverlening. In 2019 nam Base Logistics Group het bedrijf over. SLS heeft een kantoor met warehouse in Breda.
SLS heeft 50 medewerkers in dienst en een jaaromzet van 13 miljoen euro.(bron: 2019)

## Overname Staci Group
In 2021 nam de Franse groep Staci Group Base Logistics Group over waarmee de aanwinst zorgde voor een groep omvattend: 60 warehouses in Europa en de Verenigde Staten en met in totaal 2.500 medewerkers. Van de jaaromzet van 450 miljoen euro wordt 100 miljoen euro bijgedragen door Base Logistics Group. Staci Group heeft het hoofdkantoor in Saint-Ouen-L'Aumône (in het Franse departement Val-d'Oise) en is in handen van het management en de participatiemaatschappij Ardian en Société Générale Capital Partenaires. Anno 2024 is Staci Group in handen van het management en bpostgroup, is het aantal medewerkers gestegen tot 5.000 en realiseert de groep een omzet van 910 miljoen euro (cijfers 2023). Het aantal warehouses is gestegen tot ruim 90 (ruim 1 miljoen vierkante meter opslag), in Europa, de Verenigde Staten en Azië.